# Rebecca Pan
Rebecca Pan Di-hua (née le 29 décembre 1931 à Shanghai) est une chanteuse chinoise ayant fait carrière à Hong Kong. Elle est aussi connue sous les noms de Poon Tik-wah et Pan Wan Ching. Elle a aussi joué dans une dizaine de films, surtout à partir de la fin des années 1980.

## Biographie
Rebecca Pan part pour Hong Kong en 1949 et commence sa carrière en 1957. Une de ses chansons, qu'elle enregistre à 18 ans[Passage contradictoire], est jouée dans In the Mood for Love: c'est une version anglaise d'une chanson indonésienne, Bengawan Solo.

## Discographie
- Pan Wan Ching Sings The Four Seasons, Diamond Records LP1004, 1961.
- Oriental Pearls, Diamond Records LP1006, 1962. Enregistré avec le Diamond Studio Orchestra dirigé par Vic Christobal.
- The Exciting Rebecca Pan, Diamond Records LP1009, 1963.
- I Love You Diamond Records LP1013, 1964.
- Rebecca Pan Sings, Diamond Records LP1017, 1965.
- I Am Yours‧Japanese Good-Day Baby‧Till‧First Night Of The Full Moon, Life Records EP-2001, 1965.
- Tropical Love Song, Pachanga, I Could Have Danced All Night, Chit Chit Rit Chit, Life Records EP-2002, 1965.

## Filmographie[1],[2]
- Look for a Star (2009)
- Chinese Odyssey 2002 (2002)
- In the Mood for Love (2000)
- Les Fleurs de Shanghai (1998)
- Nos années sauvages (1990)
- Starry Is the Night (1988)
- The Greatest Lover (1988)

## Sources
- (en) Cet article est partiellement ou en totalité issu de l’article de Wikipédia en anglais intitulé « Rebecca Pan » (voir la liste des auteurs).